# Хосокава (род)
Род Хосокава (яп. 细川氏 хосокава-си) — японский самурайский род периодов Муромати, Сэнгоку и Эдо в XIV—XIX веках.

## История
Род Хосокава происходил из древнего и знатного рода Гэндзи (родоначальником которой считался император Сэйва), ветви сёгунских династий Минамото и Асикага. Из этого рода вышли многие крупные государственные деятели и военачальники во время сёгуната Асикага. В период Эдо род Хосокава был одним из крупнейших даймё в Японии. В конце XX века нынешний глава рода Хосокава Морихиро занимал должность премьер-министра Японии (1993—1994).

## Периоды Муромати и Сэнгоку
Асикага Ёсисуэ, сын Асикага Ёсизанэ, стал первым, кто принял имя Хосокава. В конце периода Камакура Хосокава Ёрихару вёл борьбу против рода Асикага во время Камакурского сёгуната. Другой представитель рода, Хосокава Aкиути (? — 1352), помогал Асикага Такаудзи установить власть сёгуна.
Род Хосокава обладал большой властью в течение периодов Муромати (1336—1467), Сэнгоку (1467—1600) и Эдо (1603—1868). В разное время его владения находились на Сикоку, в столичном регионе Кинай (Хонсю), а затем на острове Кюсю.
Во время сёгуната Асикага род Хосокава был одним из трёх семей, получавших должность канрэя (заместителя сёгуна). В начале правления сёгунов из династии Асикага их родственники Хосокава получил под свой контроль остров Сикоку. Во время сёгуната Асикага члены рода Хосокава занимали должности сюго (военных наместников сёгуна) в провинциях Ава, Авадзи, Биттю, Идзуми, Сануки, Сэтцу, Тамба, Тоса и Ямасиро.
Конфликт между пятым канрэем Хосокава Кацумото (1430—1473) и его тестем Ямана Мотитоё Содзэном (1404—1473) по поводу наследования титула сёгуна в семье Асикага вызвал десятилетнюю гражданскую войну в Японии, известную в истории под названием «Война годов Онин». Сёгуны из рода Асикага превратились в марионеточных правителей, в стране начался 150-летний период хаоса и войн, известный как «Сэнгоку». После ослабления сёгуната Асикага, основанного в Киото, контроль над городом и столичным регионом перешёл в руки рода Хосокава, представители которого занимали должность киото канрэя (первого советника и заместителя сёгуна в Киото).
Хосокава Масамото, сын и преемник Кацумото, продолжал политику своего отца, но был убит в 1507 году. После его смерти род разделился и был ослаблен междоусобной войной. Однако род Хосокава продолжал находиться в районе Киото и вёл борьбу за власть с другим могущественным родом Оути за контроль над столицей. В течение примерно ста лет род Хосокава управлял Киото и вынужден был покинуть столицу при нападении армии Оды Нобунаги.

## Период Эдо
В это время возвысилась линия Хосокава Кокура (позднее Кумамото), ставшая фудай-даймё. Её представитель Хосокава Фудзитака (Юсай) (1534—1610) сражался на стороне Оды Нобунаги и Тоётоми Хидэёси. Его старший сын Хосокава Тадаоки, женатый на Грации, дочери Акэти Мицухидэ, в 1600 году участвовал в битве при Сэкигахара на стороне Токугавы Иэясу, получив от него в награду домен Кокура-хан (провинция Будзэн) с доходом 370000 коку. В 1614—1615 годах Тадаоки принимал участие на стороне сёгуната Токугава в осакской кампании против Тоётоми Хидэёри.
Хосокава Тадатоси (1586—1641), третий сын и преемник Тадаоки, участвовал в подавлении христианского восстания на полуострове Симабара и получил в 1632 году во владение домен Кумамато (провинция Хиго) с доходом 540000 коку риса. Он был покровителем легендарного фехтовальщика Миямото Мусаси.
Хотя Кумамото-хан (домен Хосокава) находился далеко от столицы, на острове Кюсю, они были одними из самых богатых даймё. К 1750 году провинция Хиго стала одним из ведущих производителей риса, что было зафиксировано рисовой биржей в Осаке. Позднее Кумамото-хан, как и большинство ханов, стал страдать от экономического спада. Хосокава Сигэката (1718—1785), 6-й даймё (1747—1785), предпринял ряд реформ, которые изменили ситуацию к лучшему. В 1755 году он также основал в Кумамото школу Хан, из которой вышли многие учёные, таки как Юкои Сенан.
В 1787 году со смертью 7-го даймё Хосокава Харутоси (1758—1787), сына и преемника Сигэката, в Кумамото-хане пресеклась основная линия рода Хосокава, происходившая от Тадатоси. На княжеский престол вступил его дальний родственник Хосокава Нарисигэ (1755—1835), 6-й даймё Уто, прямой потомок Юкитака (1615—1645), младшего брата Тадатоси. В 1810 году Хосокава Нарисагэ отрекся от титула в пользу своего старшего сына Нарикацу (1788—1826), который стал 9-м даймё Кумамото-хана (1810—1826). В 1826 году Нарукацу скончался, не оставив сыновей, и ему наследовал его племянник Хосокава Наримори (1804—1860), сын Тацуюки (1784—1818), 7-го даймё Уто, и младшего брата Нарикацу.
В 1860 году после смерти Наримори его старший сын Ёсикуни (1835—1876) стал 11-м (последним) даймё Кумамото-хана (1860—1871).
В эпоху Эдо существовало четыре ветви рода Хосокава, представители каждой из которых носили титул даймё. Ещё две ветви рода под названием Нагаока служили Хосокава Кумамото в чине каро.

## Война Босин
Во время войны Босин в 1868—1869 годах представители трёх линий рода Хосокава (Кумамото, Кумамото-Синдэн и Уто) находились на стороне императорского правительства против сёгуната Токугава. Их отряды участвовали в битвах при Айдзу и Хакодате.

## Период Мэйдзии современность
После ликвидации ханов (княжеств) в 1871 году род Хосокава пополнил многочисленные ряды новой японской знати. Глава главной линии рода (ветвь Кумамото) получил наследственный титул маркиза (kōshaku), а представители вторичных ветвей дома стали виконтами (shishaku). Бывший премьер-министр Японии и глава рода Хосокава Морихиро (род. 1938) является потомком основной линии Хосокава Кумамото.

## Видные представители рода
- Хосокава Ёриюки (1329—1392), канрэй (1368—1379)
- Хосокава Ёримото (1343—1397), канрэй (1391—1393)
- Хосокава Мицумото (1378—1426), канрэй (1412—1421)
- Хосокава Мотиюки (1400—1442), канрэй (1432—1442)
- Хосокава Кацумото (1430—1473), канрэй (1445—1449, 1452—1464, 1468—1473)
- Хосокава Масамото (1466—1507), канрэй (1486—1507, с перерывами)
- Хосокава Такакуни (1484—1531), канрэй (1508—1525)
- Хосокава Харумото (1519—1563), канрэй (1536—1549)
- Хосокава Удзицуна (1514—1564), канрэй (1552—1564)
- Хосокава Фудзитака (1534—1610), военачальник, учёный и поэт
- Хосокава Тадаоки (1564—1645), 1-й даймё Кокура-хана
- Хосокава Тадатоси (1586—1641), 2-й даймё Кокура-хана, 1-й даймё Кумамото-хана
- Хосокава Сигэката (1718—1785), 6-й даймё Кумамото-хана
- Хосокава Морихиро (род. 1938), 79-й премьер-министр Японии (1993—1994), 16-й глава рода с 2005 года